# 暘谷駅
暘谷駅（ようこくえき）は、大分県速見郡日出町字佐尾にある、九州旅客鉄道（JR九州）日豊本線の駅である。

## 歴史
開業当時は無人駅であった。

### 年表
- 1987年（昭和62年）
  - 3月9日：日本国有鉄道の駅として開業[4]。旅客のみを取り扱う駅員無配置駅[5]。
  - 4月1日：国鉄分割民営化により、九州旅客鉄道（JR九州）の駅となる[4]。
- 1992年（平成4年）5月1日：駅舎が完成し、駅員配置駅となる[6][注釈 1]。
- 2012年（平成24年）12月1日：ICカードSUGOCAの利用を開始[7]。
- 2016年（平成28年）
  - 4月15日：新駅舎及び自由通路が完成し、供用開始[8][9]。
  - 8月19日：南北駅前広場等を含む暘谷駅周辺地区都市再生整備計画が完成し、記念式典が開催された[10]。
- 2018年（平成30年）11月17日：列車接近メロディ（駅メロ）使用開始[11]。
- 2022年（令和4年）
  - 3月11日：この日をもってきっぷうりばが営業を終了する予定だった[12]。
  - 3月12日：無人化の予定だった[12]。
  - 4月1日：業務委託駅から簡易委託駅へと変更[1][13]。なお、無人化の予定日であった3月12日より3月31日までの間は、JR九州グループの社員が派遣され案内業務などを行った[14]。

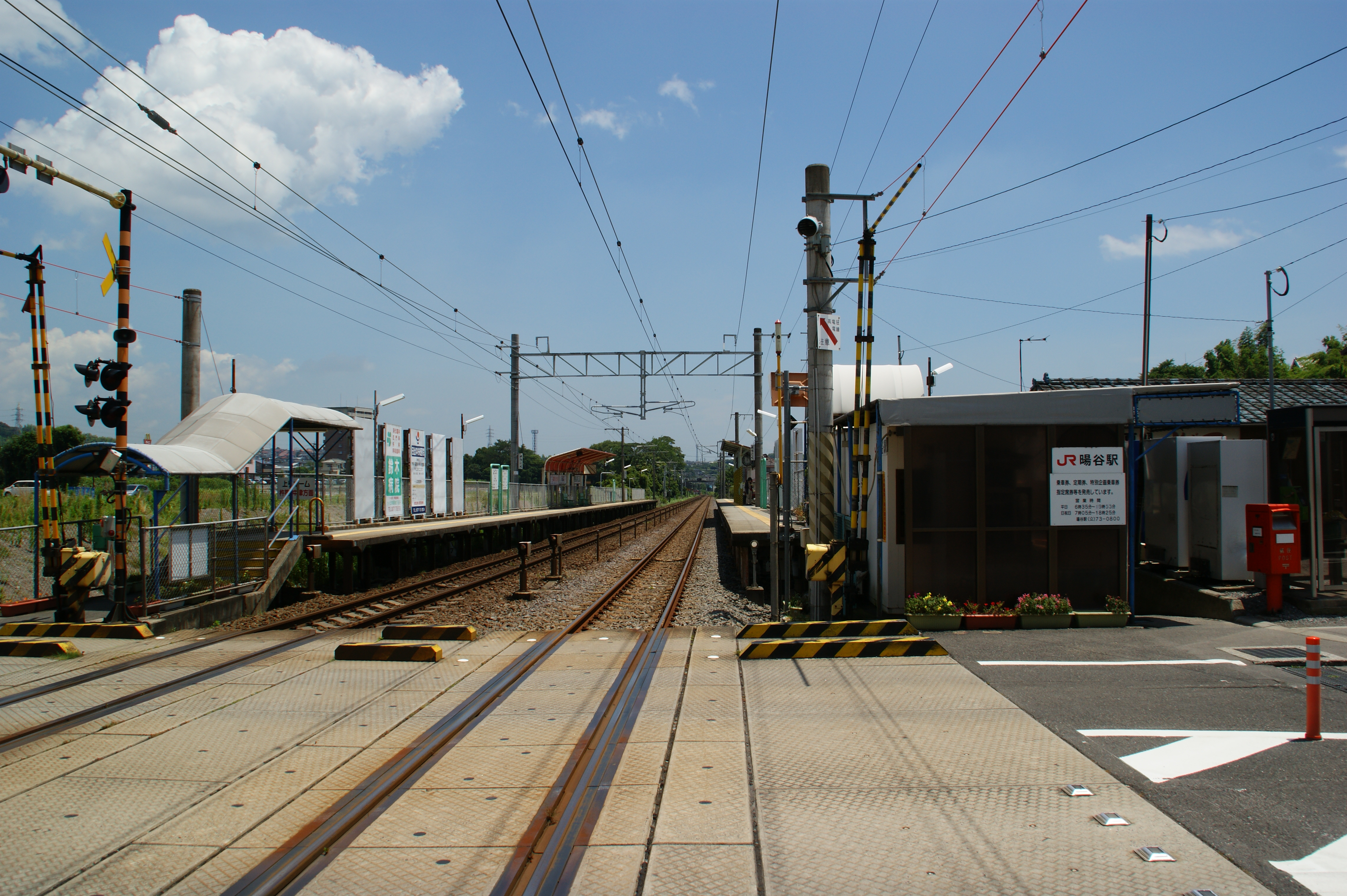
旧駅舎（2008年7月）
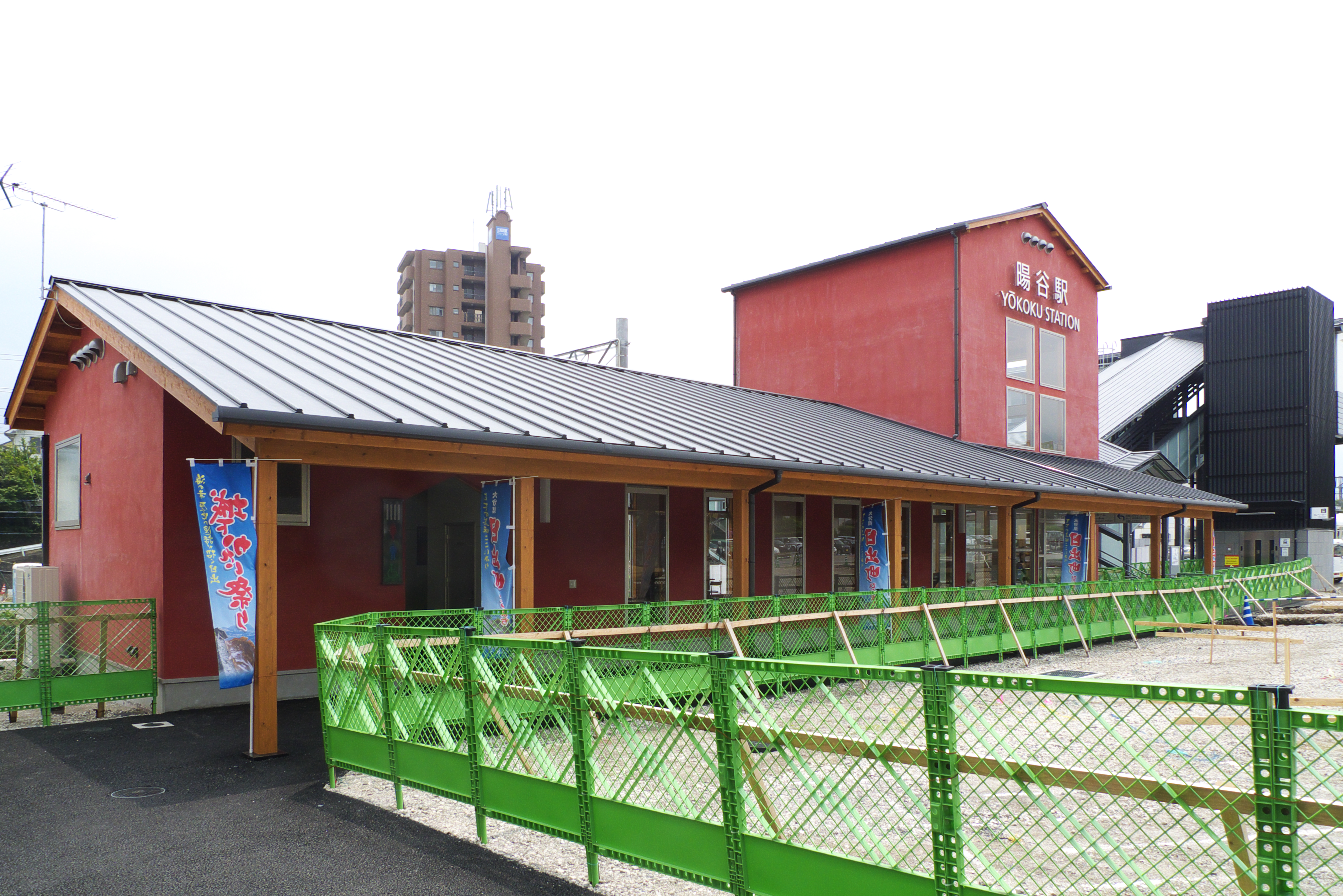
駅舎（2016年6月。駅前広場は建設中）

## 駅構造
相対式ホーム2面2線の設備を有する地上駅。簡易委託駅であり、きっぷうりばが設置されている。以前はJR九州サービスサポートが駅業務を受託する業務委託駅であった。
日出町の暘谷駅周辺地区都市再生整備計画により、2016年に暘谷駅は東側へ約100m移設された。移設に伴い、ホームのかさ上げを行って車両との段差を解消、南北自由通路を併設した駅舎と駅前広場、駅前駐車場などが整備され、駅南北にロータリーが建設された。また、これに合わせてケーズデンキ横の旧大分県立日出高等学校のグラウンド跡地に複合商業施設が建設され、2015年6月1日にBiVi日出としてオープンした。
駅舎には、日出町内にあるハーモニーランドに因んで、サンリオのキャラクターがデザインされている。
また、2018年11月17日より、接近放送のメロディーに『ハローキティ40thアニバーサリーソング「ARIGATO HUG YOU」』が採用された。

### のりば
| のりば | 路線      | 方向 | 行先           |
| ------ | --------- | ---- | -------------- |
| 1      | ■日豊本線 | 下り | 別府・大分方面 |
| 2      | ■日豊本線 | 上り | 中津・小倉方面 |

## 利用状況
1986年（昭和61年）度には乗車人員が2,991人（定期外：325人、定期：2,666人）で降車人員が3,204人、1987年（昭和62年）度には乗車人員が177,645人（定期外：15,124人、定期：162,521人）で降車人員が171,777人であった。2015年（平成27年）度の乗車人員は301,500人（定期外：80,946人、定期：220,554人）、降車人員は305,801人である。
特急列車は全て通過するが、特急一部停車駅である宇佐駅や柳ヶ浦駅よりも当駅の乗降客数は多い。
| 年度               | 年間 乗車人員 | 定期外 乗車人員 | 定期 乗車人員 | 一日平均 乗車人員* | 年間 降車人員 | 出典              |
| ------------------ | ------------- | --------------- | ------------- | ------------------ | ------------- | ----------------- |
| 1986年（昭和61年） | 2,991         | 325             | 2,666         | -                  | 3,204         | [ 19 ]            |
| 1987年（昭和62年） | 177,645       | 15,124          | 162,521       | -                  | 171,777       | [ 20 ]            |
| -                  | -             | -               | -             | -                  | -             | -                 |
| 1990年（平成2年）  | 233,750       | 19,381          | 214,369       | -                  | 238,636       | [ 22 ]            |
| 1991年（平成3年）  | 284,685       | 61,626          | 223,059       | -                  | 264,848       | [ 23 ]            |
| 1992年（平成4年）  | 323,842       | 84,793          | 239,049       | -                  | 321,399       | [ 24 ]            |
| 1993年（平成5年）  | 334,807       | 95,344          | 239,463       | -                  | 333,903       | [ 25 ]            |
| 1994年（平成6年）  | 340,498       | 94,621          | 245,877       | -                  | 344,064       | [ 26 ]            |
| 1995年（平成7年）  | 362,110       | 103,764         | 258,346       | -                  | 367,453       | [ 27 ]            |
| 1996年（平成8年）  | 353,909       | 101,489         | 252,420       | -                  | 358,769       | [ 28 ]            |
| 1997年（平成9年）  | 286,632       | 94,336          | 192,296       | -                  | 292,032       | [ 29 ]            |
| 1998年（平成10年） | 246,651       | 89,274          | 157,377       | -                  | 251,433       | [ 30 ]            |
| 1999年（平成11年） | 251,000       | 91,046          | 159,954       | -                  | 249,511       | [ 31 ]            |
| 2000年（平成12年） | 263,477       | 91,065          | 172,412       | 722                | 265,782       | [ 32 ]            |
| 2001年（平成13年） | 274,439       | 92,647          | 181,792       | 752                | 274,186       | [ 33 ]            |
| 2002年（平成14年） | 270,315       | 90,616          | 179,699       | 741                | 273,165       | [ 34 ]            |
| 2003年（平成15年） | 280,655       | 89,578          | 191,077       | 769                | 281,643       | [ 35 ]            |
| 2004年（平成16年） | 274,494       | 87,074          | 187,420       | 752                | 275,186       | [ 36 ]            |
| 2005年（平成17年） | 280,474       | 85,386          | 195,088       | 768                | 282,306       | [ 37 ]            |
| 2006年（平成18年） | 284,254       | 84,638          | 199,616       | 779                | 285,031       | [ 38 ]            |
| 2007年（平成19年） | 282,960       | 82,919          | 200,041       | 773                | 284,837       | [ 39 ]            |
| 2008年（平成20年） | 294,870       | 82,089          | 212,781       | 808                | 296,129       | [ 40 ]            |
| 2009年（平成21年） | 293,980       | 75,090          | 218,890       | 805                | 297,288       | [ 41 ] [ 注釈 2 ] |
| 2010年（平成22年） | 288,695       | 73,408          | 215,287       | 791                | 290,831       | [ 43 ] [ 注釈 2 ] |
| 2011年（平成23年） | 282,394       | 73,417          | 208,977       | 772                | 284,468       | [ 44 ] [ 注釈 2 ] |
| 2012年（平成24年） | 281,996       | 76,266          | 205,730       | 773                | 281,952       | [ 45 ] [ 注釈 2 ] |
| 2013年（平成25年） | 289,656       | 77,512          | 212,144       | 794                | 290,227       | [ 46 ] [ 注釈 2 ] |
| 2014年（平成26年） | 291,190       | 77,450          | 213,740       | 798                | 290,493       | [ 47 ] [ 注釈 2 ] |
| 2015年（平成27年） | 301,500       | 80,946          | 220,554       | 824                | 305,801       | [ 21 ] [ 注釈 2 ] |
| 2016年（平成28年） | -             | -               | -             | 810                | -             | [ 48 ]            |
| 2017年（平成29年） | -             | -               | -             | 867                | -             | [ 49 ]            |
| 2018年（平成30年） | -             | -               | -             | 862                | -             | [ 50 ]            |
| 2019年（令和元年） | -             | -               | -             | 867                | -             | [ 51 ]            |
| 2020年（令和02年） | -             | -               | -             | 747                | -             | [ 52 ]            |
| 2021年（令和03年） | -             | -               | -             | 770                | -             | [ 53 ]            |
| 2022年（令和04年） | -             | -               | -             | 822                | -             | [ 54 ]            |
| 2023年（令和05年） | -             | -               | -             | 1,066              | -             | [ 55 ]            |

※1日平均乗車人員の数値は各年度版「大分県統計年鑑」による年間乗車人員の値を各年度の日数で割った値。

## 駅周辺
駅前は日出町の中心地で金融機関も概ね揃う。なお、ハーモニーランドは当駅から北東へ4.5 kmほどの位置にある。
- 日出町役場
- 日出郵便局
- 日出町営体育館
- 日出町柔剣道場
- 日出町立日出図書館
- 日出町立日出小学校
- 日出町立日出中学校
- 日出町立日出幼稚園
- BiVi日出
  - トキハインダストリー日出町店
- ケーズデンキ日出店
- 本町商店街
- ホテルAZ大分日出店
- 松屋寺のソテツ - 天然記念物
- 日出城
- 的山荘
- 国道10号
- 国道213号
- 大分県道520号日出港線
- 大分県道643号日出真那井杵築線

## バス路線
- 大分交通
  - 辻間・日出団地線（会下行き、亀川駅行き、関の江行き）[56]
- 国東観光バス
  - ハーモニーランド線（赤松行き、杵築駅行き）[56]
  - 200円バス - 深江線、小深江線、牧の内線、平原線、軒の井線[56]

## 隣の駅
九州旅客鉄道（JR九州）
■日豊本線
日出駅 - 暘谷駅 - 豊後豊岡駅